# Adaptivt lärande
Adaptivt lärande (eng. Adaptive learning) är en utbildningsmetod som använder sig av datorer som interaktiva utbildningsapparater. Innehållet som presenteras för användaren anpassas efter användarens behov och inlärningsteknik, som bestäms utifrån av datorn bestämda indikatorer från hur användaren tidigare svarat på frågor och uppgifter. Modellen för adaptivt lärande har sin grund i 1950-talets behaviorism samt metoder och teorier framtagna av B. F. Skinner i, bland annat, verket The Technology of Teaching som publicerades 1968. Grundmålet i denna pedagogiska teori ligger i att ge maskiner möjligheten att ge samma värde och anpassade stöd i utbildningen som en mänsklig lärare kan bidra med. Teknologin och metoderna i det adaptiva lärandet är framtagna ur många vetenskapliga ämnen, däribland informatik, datavetenskap, pedagogik, utbildning och psykologi.